# Viorel Gherciu
Viorel Gherciu (n. 29 noiembrie 1969, Clișova, Orhei, RSS Moldovenească, URSS) este un Expert în Politici Agricole, Relații Economice Internaționale care,  din august 2021 până în iulie 2022, a deținut funcția de ministru al Agriculturii și Industriei Alimentare al Republicii Moldova în Guvernul Gavrilița. Din 2018,Gherciu este director al VEREIN Donau Soja în Moldova, responsabil de proiecte de dezvoltarea culturilor de soia în Moldova. În perioada 2017-2018 a fost coordonator de proiect în implementarea politicilor agroalimentare din cadrul Băncii Europene de Investiții în Ucraina. Din 2003 este președintele ProRuralInvest, iar în perioada 2015 – 2017 a fost delegatul organizației ca expert în domeniul agricol în proiectul Băncii Europene pentru Investiții “Businessul Agricol și Dezvoltare Rurală”. Viorel Gherciu pe parcursul activității profesionale a contribuit la dezvoltarea fondului de garantare a creditelor în agricultură, a participat la dezvoltarea a 11 asociații de utilizatori de apă pentru irigații și a fost unul din autorii Strategiei de Dezvoltare Rurală al Republicii Moldova.,